# Llengüeta blanca
La llengüeta blanca, gobi cristal·lí, jonquillo, xanguet o cabotí (Crystallogobius linearis) és una espècie de peix de la família dels gòbids i de l'ordre dels perciformes. El nom del seu gènere fa referència a la seva transparència.

## Morfologia
- Els mascles poden assolir 4,7 cm de llargària total i les femelles 3,9.[7]
- Presenta dimorfisme sexual.
- Nombre de vèrtebres: 29-31.[8]

## Reproducció
La fresa té lloc quan arriben a l'any d'edat i els ous, en forma de pera, són protegits pel mascle.

## Alimentació
S'alimenta de zooplàncton.

## Depredadors
És depredat per Trisopterus minutus i Chelidonichthys gurnardus.

## Hàbitat
Viu en zones de clima temperat (70°N - 35°N, 11°W - 25°E) entre 1 - 400 m de fondària i sobre fons fangosos i/o sorrencs.

## Distribució geogràfica
Viu al Mediterrani occidental, a l'Atlàntic nord-occidental (des de Lofotens, Noruega, fins a Gibraltar) i a l'illa de Madeira.

## Observacions
Té una longevitat d'1 any.